# Elecciones legislativas de Guinea-Bisáu de 2023
Se celebraron elecciones legislativas anticipadas en Guinea-Bisáu el 4 de junio de 2023. Estaban originalmente programadas para el 18 de diciembre de 2022 y fueron convocadas luego que el presidente en ejercicio, Umaro Sissoco Embaló, disolvió el parlamento el 16 de mayo de 2022, acusando a los diputados de corrupción y diferencias "irresolubles" entre la Asamblea Nacional Popular y otras ramas del gobierno.
El resultado fue una victoria para la coalición de oposición Plataforma de Alianza Inclusiva - Terra Ranka liderada por el Partido Africano para la Independencia de Guinea y Cabo Verde, que ganó 54 de los 102 escaños.

## Sistema electoral
Los 102 miembros de la Asamblea Nacional Popular son elegidos por dos métodos; 100 por representación proporcional de lista cerrada de 27 distritos electorales plurinominales y dos de distritos electorales uninominales que representan a ciudadanos expatriados en África y Europa.